# 기시 요시토
기시 요시토(일본어: 岸 義人, 1937년 4월 13일 ~ 2023년 1월 9일)는 일본의 화학자이자 하버드 대학교 화학과 모리스 로브 교수였다. 유기 합성과 전합성 과학에 대한 공헌으로 유명했다.

## 수상
- 2013년 서보장

## 같이 보기
- 노자키 히토시